# Helen Gallagher
Helen Gallagher (New York, 19 luglio 1926 – New York, 24 novembre 2024) è stata un'attrice, cantante e ballerina statunitense, attiva in campo televisivo, cinematografico e teatrale. È nota soprattutto per aver interpretato Maeve Ryan nella soap opera I Ryan, un ruolo che le è valso la vittoria di tre Daytime Emmy Award tra il 1976 e il 1988.

## Biografia
Recitò in diversi musical a Broadway, tra cui Billion Dollar Baby (1945), Brigadoon (1947), Pal Joey (1952; vincitrice del Tony Award alla miglior attrice non protagonista in un musical), The Pajama Game (1954), Guys and Dolls (1955), Sweet Charity (1966) e No, No, Nanette (1971), per cui vinse il Tony Award alla miglior attrice protagonista in un musical.

## Filmografia parziale

### Cinema
- Noi due sconosciuti (Strangers When We Meet), regia di Richard Quine (1960)
- Roseland, regia di James Ivory (1977)

### Televisione
- I Ryan (Ryan's Hope) - soap opera, 787 episodi (1975-1989)
- Una vita da vivere (Once Life to Live) - soap opera, 1 episodio (1997)

## Teatro
- Mr. Strauss Goes to Boston, Broadway (1945)
- Billion Dollary Baby, Broadway (1945)
- Brigadoon, Broadway (1947)
- Hugh Button Shoes, Broadway (1947)
- Bloomer Girl, Dallas (1949)
- Touch and Go, Broadway (1949)
- Make a Wish, Broadway (1951)
- Pal Joey, Broadway (1952)
- Hazel Flagg, Broadway (1953)
- Guys And Dolls, New York (1955)
- Finian's Rainbow, New York (1955)
- The Pajama Game, Broadway (1955)
- Brigadoon, New York (1957)
- Portofino, Broadway (1958)
- Oklahoma!, New York (1958)
- Royal Flush, tour statunitense (1964)
- Sweet Charity, Broadway (1966-1967)
- Sweet Charity, tour statunitense (1967)
- Kiss Me, Kate, Mineola (1968)
- Mame, Broadway (1969)
- Cry for Us All, Broadway (1970)
- No, No, Nanette, Broadway (1971)
- Il misantropo, Off Broadway (1977)
- A Broadway Musical, Off Broadway (1978)
- Sugar Babies, Broadway (1979)
- I Can't Keep Running in Place, Off Broadway (1981)
- Tallulah, Off Broadway (1983)
- Side by Side by Sondheim, Millburn (1985)
- Annie 2, Chester (1990)
- Money Talks, New York (1990)
- Home, New York (1996)
- No, No, Nanette, Millburn (1997)
- 70, Girls, 70, New York (2000)